# Мечеть Джин
Мечеть Джин (азерб. Cin məscidi) — мечеть, расположенная в столице Азербайджана городе Баку, в пределах исторической части города Ичери-шехер.

## История
Мечеть Джин является исторической мечетью XIV века. 
Входит в комплекс Дворца Ширваншахов и располагается в нижней части Восточных ворот. Здание было зарегистрировано в качестве национального архитектурного памятника по решению Кабинета министров Азербайджанской Республики от 2 августа 2001 года № 132.
На фасаде мечети не имеются эпиграфические надписи, повествующие о постройке мечети. Считается, что мечеть названа в честь одной из сур Корана — Аль-Джинн.

## Архитектурные особенности
План мечети — прямоугольный. Мечеть имеет однокамерный молельный зал с остроконечным каменным куполом. В богослужебный зале имеется декорированный михраб. Михраб представляет собой скругленную на стыках нишу с колонками на краях и конхой из пяти рядов сталактитов. Данная постройка относится к Ширван-Абшеронской школе архитектуры.
Главный фасад мечети является асимметричным, а её жесткая объемная композиция подчеркивается классическим входом портала.